# Elisabeth Beskow

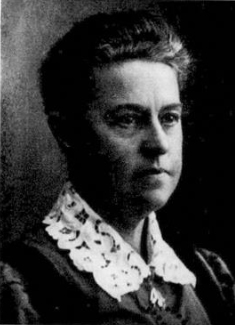

Elisabeth Maria Beskow (* 19. November 1870 in Stockholm, Schweden; † 17. Oktober 1928 in Åre, Jämtlands län) war eine schwedische Schriftstellerin. Unter dem  Pseudonym Runa veröffentlichte sie zahlreiche Romane und Kinderbücher, die in mehrere Sprachen übersetzt wurden.

## Familie
Elisabeth Beskow war eine Tochter des Pfarrers Gustaf Emanuel Beskow (1834–1899) und seiner Frau Anna. Ihr älterer Bruder Bernhard Emanuel Beskow (1862–1907) wurde Lehrer und Schuldirektor, ihre ältere Schwester Anna (die wie auch Elisabeth unverheiratet blieb) war ihre engste Vertraute. Die Schachspielerin Katarina Beskow und die Kinderbuchautorin Eugenie Beskow-Heerberger waren ihre Cousinen, der Theologe Natanael Beskow, der mit der noch bekannteren Kinderbuchautorin und Illustratorin Elsa Beskow verheiratet war, ihr Cousin. Eine entferntere Verwandte war die Lehrerin und Zeichnerin Maja Beskow (1877–1964), mit der Elisabeth zeitlebens eng befreundet war.

## Leben und Werk
Elisabeth Beskow besuchte die von ihrem Vater gegründete Beskowska skola und ab 1884 die private Mädchenschule Ateneum för flickor in Stockholm. Am Krankenhaus Sophiahemmet schloss sie 1894 eine Ausbildung zur Krankenschwester ab, musste die Berufstätigkeit am Serafimerlasarett aber aus gesundheitlichen Gründen schon im nächsten Jahr abbrechen. Als eine Therapie gegen aufkommende Depressionen begann sie zu schreiben und konnte schon 1895 ihren ersten, autobiografisch geprägten Roman Allt eller intet („Alles oder nichts“) beim Verlag der Evangeliska Fosterlandsstiftelse, einer der Gemeinschaftsbewegung nahestehenden Organisation innerhalb der lutherischen Schwedischen Kirche, herausbringen. Es folgten etwa fünfzig weitere Bücher, überwiegend Romane oder Erzählungsbände für Erwachsene oder Kinder, aber auch Reiseberichte und ein Drama (Korsfararne, 1912).
Nachdem sie an einem Magenkarzinom erkrankt war, wurde sie in ihrem Haus in Åre von den Freundinnen Maja Beskow und Julia Byström gepflegt. Begraben wurde sie im Familiengrab auf dem Norra begravningsplatsen in Solna bei Stockholm.
Beskows literarisches ist stark von ihrem christlichen Glauben geprägt. Sie galt zu ihrer Zeit als die nach Selma Lagerlöf meistgelesene Romanautorin Schwedens. Fast alle ihrer Werke erschienen in mehreren Auflagen; noch in den 1950er bis 1970er Jahren veröffentlichte der Gummessons bokförlag Neuausgaben. Nahezu alle wurden ins Deutsche und Niederländische übersetzt, manche auch in weitere europäische Sprachen. Sie war politisch konservativ eingestellt, unterstützte aber die Kampagne für das Frauenwahlrecht.

## Werke (Auswahl)
- Från skogarna och fjällen. Stockholm 1896.
- Hvardagslif. Stockholm 1898.
- Ljudande malm. Stockholm 1900.
  - Ein tönendes Erz. Hamburg, Rauhes Haus 1906 (5. Auflage).
- Gamle prästen i Hornsjö och andra berättelser. Stockholm 1904.
  - Der alte Pfarrer zu Hornsjö und andere Erzählungen. Hamburg, Rauhes Haus 1919 (6.–8. Tsd.).
- Sagor och berättelser för barn. Stockholm 1904.
- Med blicken mot det osynliga. Stockholm 1906.
  - Im Hinblick auf das Unsichtbare. Hamburg, Rauhes Haus 1914 (4. Auflage).
- Af jordens stoft. Stockholm 1910.
  - Aus dem Staube empor!  Hamburg, Rauhes Haus 1913
- Fyra lapplandsskizzer. Stockholm 1911.
- Vildfågel. Stockholm 1911.
  - Wildvogel. Hamburg, Rauhes Haus 1915.
- En tonskapelse. Stockholm 1913.
  - Eine Tonschöpfung. Hamburg, Rauhes Haus 1916.
- Hans moders gud. Stockholm 1914.
  - Seiner Mutter Gott. Hamburg, Rauhes Haus 1917.
- Grannarna i Västanfors. Stockholm 1916.
  - Die Nachbarn von Westenfors. Hamburg, Rauhes Haus 1918.
- Skalunga. 1-2. Stockholm 1919–1920.
  - Das Pfarrhaus von Skalunga. Hamburg, Rauhes Haus 1922.
- Fostersyskonen. Stockholm 1922.
  - Stiefgeschwister. Hamburg, Rauhes Haus 1924.
- Hans ögons ljus. Stockholm 1923.
  - Seiner Augen Licht. Hamburg, Rauhes Haus 1926.
- Skiftande dagrar. Uppsala 1926.
- Testamentet. Stockholm 1927.
- Vid skiljevägen. Stockholm 1930.
- Bröllopet på Lönnvalla. Stockholm 1931.
- Efterskörd. En samling berättelser. Stockholm 1934.